# Blondine au pays de l'arc-en-ciel (film)
Pour les articles homonymes, voir Blondine (homonymie).
Pour plus de détails, voir Fiche technique et Distribution.
Blondine au pays de l'arc-en-ciel (Rainbow Brite and the Star Stealer) est un film d'animation franco-américano-japonais, réalisé par Bernard Deyriès et Kimio Yabuki, sorti le 15 novembre 1985, et produit par DiC et Hallmark Cards.
C'est le seul film sur le personnage éponyme de carte de vœux.

## Fiche technique
- Réalisation : Bernard Deyriès et Kimio Yabuki
- Scénario : Jean Chalopin et Howard R. Cohen
- Photographie : Hirokata Takahashi
- Montage : Yutaka Chikura
- Musique originale : Shuki Levy et Haim Saban
- Production : Jean Chalopin, Andy Heyward et Tetsuo Katayama
- Pays :  France -  États-Unis -  Japon
- Langue : anglais
- Format : ?
- Dates de sortie : 15 novembre 1985

## Distribution

### Voix originales
- Bettina Bush : Rainbow Brite
- Pat Fraley : Lurky / divers rôles
- Peter Cullen : Murky Dismal /divers rôles
- Robbie Lee : Twink / divers rôles
- Andre Stojka : Starlite / divers rôles
- David Mendenhall : Krys
- Rhonda Aldrich : la Princesse / la Créature
- Les Tremayne : Orin / Bombo / présentateur télé
- Mona Marshall : Red Butler / divers rôles
- Jonathan Harris : Count Blogg
- Marissa Mendenhall : Stormy
- Scott Menville : Brian
- Charles Adler : Popo

## Distinctions
Le film a remporté le Motion Picture Sound Editors Award du meilleur montage son pour un film d'animation.